# توکای سرقهوه‌ای
توکای سرقهوه‌ای (نام علمی: Turdus chrysolaus)، که گاهی به عنوان توکای قهوه‌ای نیز شناخته می‌شود، گونه‌ای از پرندگان خانواده توکایان است که در ساخالین، جزایر کوریل و ژاپن زادآوری می‌کند. زمستان را در جنوب به سمت جزایر ریوکیو، تایوان، هاینان و شمال فیلیپین می‌گذراند. زیستگاه طبیعی آن جنگل‌های معتدل است.